# Cattedrale di Tolone
La cattedrale di Tolone (cathédrale Notre-Dame-de-la-Seds de Toulon o Notre-Dame-de-la-Sède de Toulon, nota anche come Sainte-Marie-Majeure) è una cattedrale cattolica, sita a Tolone, nel dipartimento del Var in Francia. La prima edificazione risale all'XI secolo e l'ultima ristrutturazione al XVIII. Dal V secolo al 1801 è stata sede del vescovo di Tolone; dal 1957 è sede del vescovo di Fréjus-Tolone, avendo come concattedrale la ex cattedrale di Fréjus. 
Dal 1997 è classificata come monumento storico.

## Storia

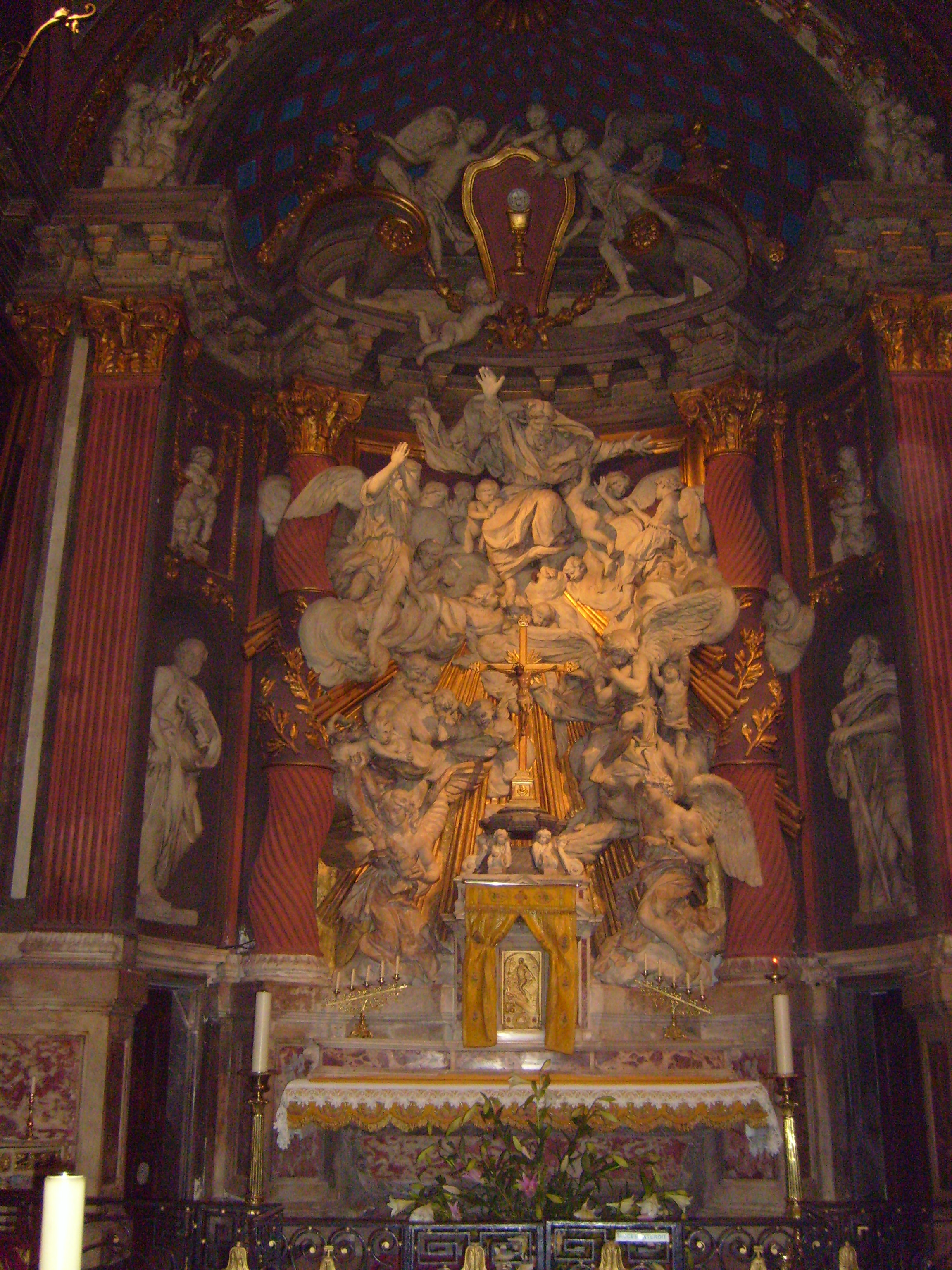
Pala d'altare di Pierre Puget (XVII secolo)

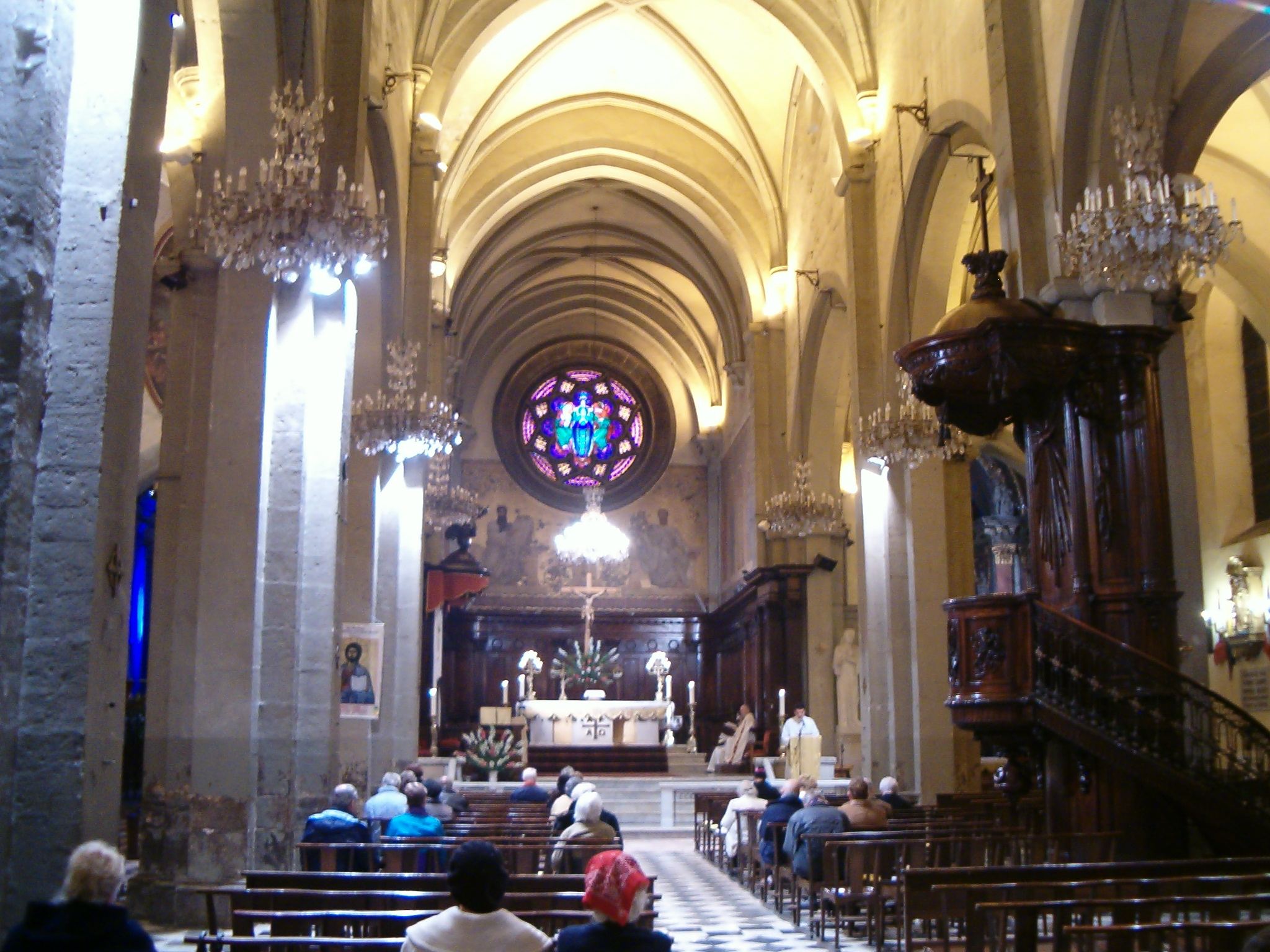
Navata della cattedrale di Tolone (XI-XVII secolo)

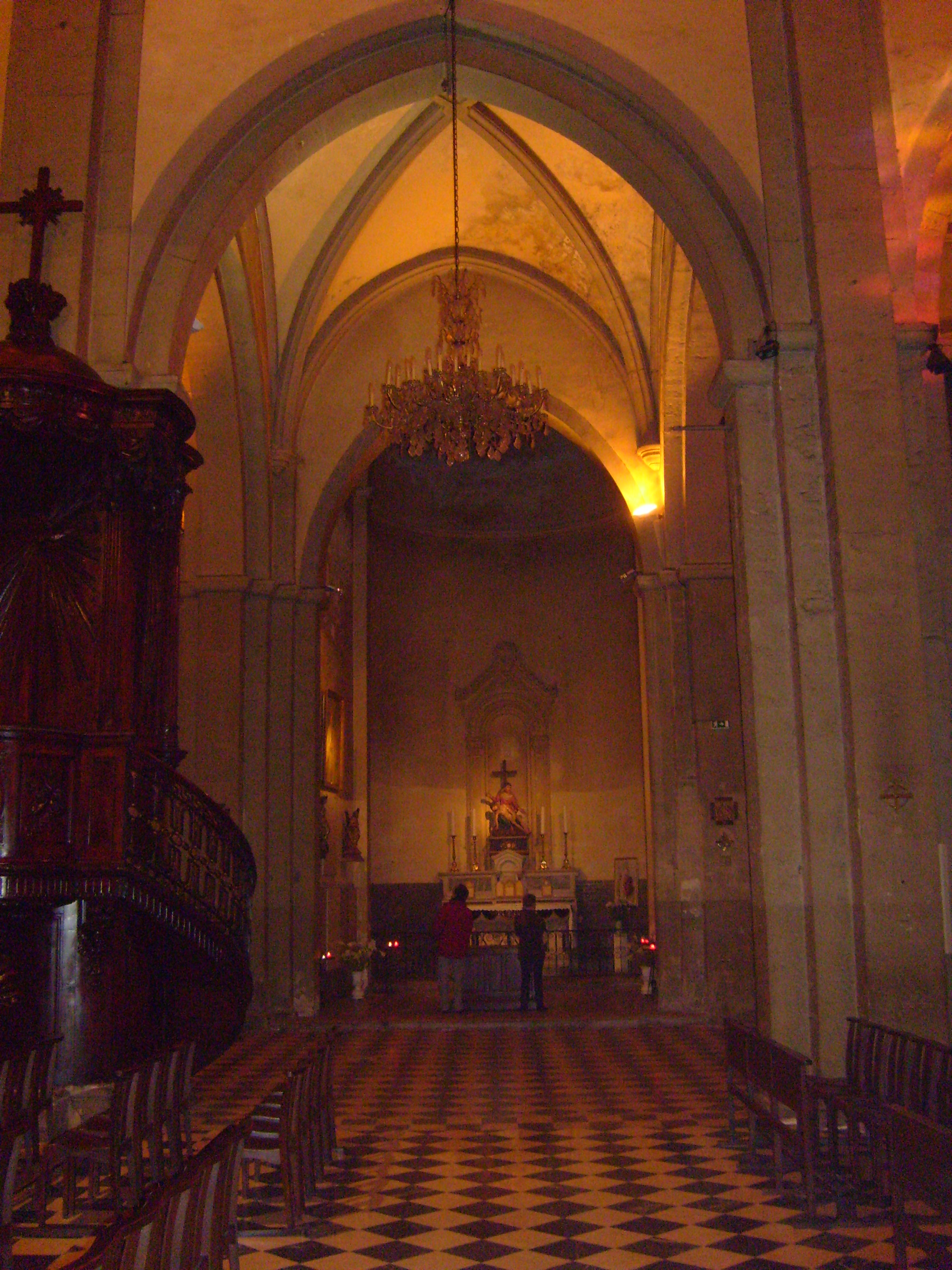
La Cappella di San Giuseppe era in origine il coro e l'abside della cattedrale dell'XI secolo.

La prima cattedrale di Tolone risale al V secolo ma non ne rimane alcuna traccia. L'attuale costruzione fu iniziata nel 1096 da Gilbert, Conte di Provenza, secondo la tradizione in segno di gratitudine per il suo ritorno, sano e salvo, dalle Crociate. I primi tre travées o campate della navata centrale, sono resti di architettura romanica della Chiesa dell'XI secolo, e l'attuale Cappella di San Giuseppe fu originariamente il coro abside della vecchia cattedrale. La Cappella delle Reliquie venne costruita nel XV secolo.
Nell'inverno del 1543-1544 la cattedrale, il più grande edificio della città, venne temporaneamente trasformata in una moschea per i 30 000 uomini dell'equipaggio delle navi della flotta Ottomana, ammiraglio Hayreddin Barbarossa, a quel tempo alleato di Francesco I Gli abitanti di Tolone vennero temporaneamente espulsi dalla città per fare spazio ai marinai turchi. Alla fine dell'inverno, re Francesco I pagò una somma di grandi dimensioni all'ammiraglio turco per convincere lui e la sua flotta a lasciare il porto.
A seguito dell'allargamento del porto di Tolone realizzato da Enrico IV e Luigi XIV, la città divenne più importante e la cattedrale dovette essere allargata. Aggiunte realizzate tra il 1654 e il 1659 ebbero l'effetto di racchiudere l'edificio romanico originale incorporando la Cappella delle Reliquie.
La facciata in stile Classico venne realizzata nel periodo 1696–1701, sotto il regno di Luigi XIV. Gli angeli sul timpano del massiccio portale, sostenuti da colonne corinzie, reggono lo stemma di Tolone. La facciata venne danneggiata ai tempi della Rivoluzione, ma venne poi completamente restaurata nel 1816. Sulla stessa è visibile una lapide commemorativa del 1239, dedicata a Gilbert de Baux, che morì nel 1239, e Gaufridet de Trets e Toulon, e a sua moglie Guillaumette, entrambi morti nel 1234.
Il campanile venne costruito fra il 1737 ed il 1740, all'epoca della costruzione della monumentale porta dell'Arsenale di Tolone. Ha un'altezza di 36 metri e le sue pareti hanno uno spessore di tre metri alla base.
In cima al campanile si trova una copertura in ferro per le campane che hanno scandito il tempo a Tolone sin dal 1524. Le campane originali vennero prelevate e fuse durante la Rivoluzione francese. Nel 1806 e 1807 sono state sostituite da quattro nuove campane.
L'opera d'arte più importante della cattedrale è del XVIII secolo e si tratta di una pala d'altare barocca, creata per contenere il Santissimo Sacramento, che si trova nella Cappella omonima. La pala lignea originale fu progettata dallo scultore e pittore Pierre Puget. Essa andò distrutta in un incendio nel 1661 e fu sostituita nel 1681 da una replica in marmo e stucco dal nipote e allievo di Puget, Christophe Veyrier.